# Ben Bassaw
Ben Bassaw (ur. 26 października 1989) – francuski lekkoatleta specjalizujący się w biegach sprinterskich. 
Półfinalista biegu na 200 metrów podczas mistrzostw Europy w Helsinkach (2012). Wszedł w skład francuskiej sztafety 4 × 200 metrów, która zdobyła brąz IAAF World Relays, ustanawiając nowy rekord kraju. W tym samym roku sięgnął po brąz czempionatu Europy w biegu rozstawnym 4 × 100 metrów.
Stawał na podium mistrzostw Francji. Reprezentant kraju na drużynowych mistrzostwach Europy.

## Osiągnięcia
| Rok  | Impreza                                 | Miejsce   | Konkurencja             | Pozycja    | Wynik   |
| ---- | --------------------------------------- | --------- | ----------------------- | ---------- | ------- |
| 2011 | Młodzieżowe mistrzostwa Europy          | Ostrawa   | bieg na 100 metrów      | eliminacje | 10,70   |
| 2011 | Młodzieżowe mistrzostwa Europy          | Ostrawa   | bieg na 200 metrów      | eliminacje | 21,59   |
| 2012 | Mistrzostwa Europy                      | Helsinki  | bieg na 200 metrów      | półfinał   | 20,91   |
| 2014 | IAAF World Relays                       | Nassau    | sztafeta 4 × 200 metrów | 3. miejsce | 1:20,66 |
| 2014 | Superliga drużynowych mistrzostw Europy | Brunszwik | bieg na 200 metrów      | –          | DSQ     |
| 2014 | Superliga drużynowych mistrzostw Europy | Brunszwik | sztafeta 4 × 100 metrów | –          | DSQ     |
| 2014 | Mistrzostwa Europy                      | Zurych    | bieg na 200 metrów      | półfinał   | 20,62   |
| 2014 | Mistrzostwa Europy                      | Zurych    | sztafeta 4 × 100 metrów | 3. miejsce | 38,47   |
| 2015 | IAAF World Relays                       | Nassau    | sztafeta 4 x 200 metrów | 2. miejsce | 1:21,49 |
| 2017 | Superliga drużynowych mistrzostw Europy | Lille     | sztafeta 4 x 100 metrów | 3. miejsce | 38,68   |

## Rekordy życiowe
- Bieg na 60 metrów (hala) – 6,70 (2014)
- Bieg na 100 metrów – 10,31 (2012)
- Bieg na 200 metrów – 20,40 (2017)